# Desaparición de Yolanda Klug
Yolanda Klug (nacida en Steinen en 1995 o 1996) fue una mujer alemana que desapareció el 25 de septiembre de 2019 y cuya desaparición se ha relacionado con la Cienciología.
Un senderista descubrió sus restos el 25 de febrero de 2023 en la zona forestal de Rödel, cerca de Friburgo. La causa de la muerte no está clara por el momento. También se encontraron un teléfono móvil y retazos de tela. El fiscal de Leipzig dijo que "actualmente no hay nada que sugiera que alguien más es culpable", aludiendo a la falta de pruebas de que la Cienciología estuviera implicada en su desaparición y posterior muerte.

## Trasfondo
Yolanda Klug creció en Steinen, en el distrito de Lörrach, en Baden-Wurtemberg. Sus padres eran Annette Margarete Löffler (nacida el 24 de agosto de 1966) y Peter Klug, ambos miembros de la Cienciología. Su madre ha ocupado altos cargos en la Cienciología tanto en Alemania como en Suiza y en 2016 fue portavoz de prensa de la Cienciología en Basilea. Klug tenía una hermana dos años menor, Elisa. Yolanda asistió a cursos de Cienciología, pero más tarde se afilió a la rama alemana de la Iglesia Zeal, una "iglesia libre neocarismática" cristiana. Asistió regularmente a la Iglesia Zeal de Leipzig durante unos dos años y medio antes de su desaparición y se bautizó allí.
Más tarde, los padres de Klug se separaron y Löffler se trasladó a Sudáfrica con su nueva pareja y la hermana pequeña de Klug para trabajar en una filial local de la Cienciología.
Según la página web Anti Scientology Blog, el padre de Klug también ha sido miembro de alto rango de la Cienciología y en la década de 1990 participó en múltiples cursos de élite en el crucero Freewinds de la Cienciología. Su hermana se unió a la Organización del Mar y se mudó a Estados Unidos.

## Desaparición

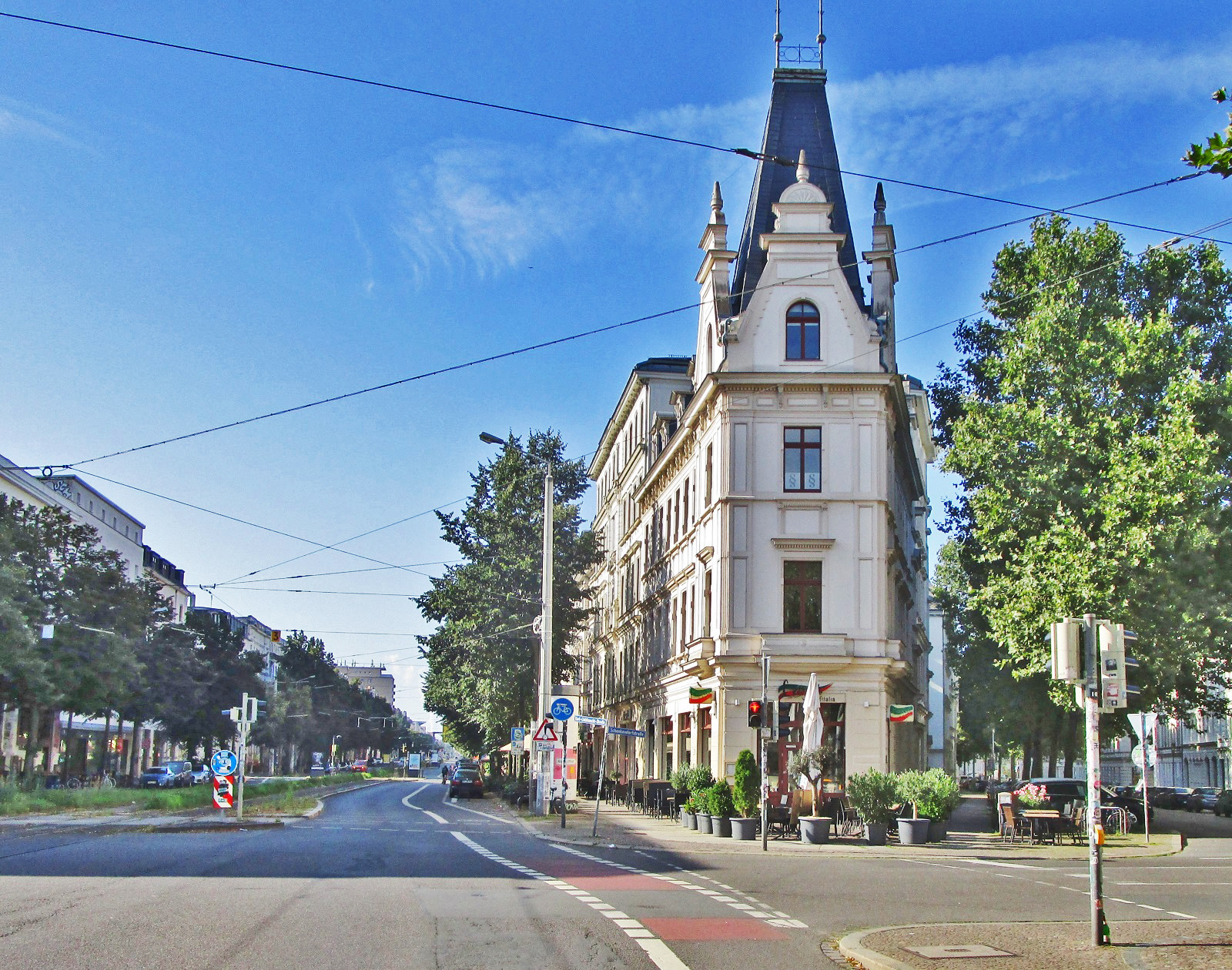
Südplatz de Leipzig, donde Klug habría tomado el tranvía de camino a IKEA.

En el momento de su desaparición, Klug estudiaba arquitectura en la Universidad de Ciencias Aplicadas de Leipzig y había realizado un semestre en el extranjero, en Amán (Jordania). Cinco meses antes se había mudado a un piso compartido en la calle Körnerstraße de Leipzig con otra estudiante. A principios de septiembre había pasado una temporada en California con su padre, donde también se reunió con su hermana.
El 24 de septiembre, el padre de Klug se encontraba en Leipzig en viaje de negocios. Ambos quedaron para cenar. El 25 de septiembre, Klug planeaba ir a la tienda IKEA de Günthersdorf, donde pensaba, según los testimonios, comprar, entre otras cosas, maceteros, cortinas y vasos. Esa misma tarde había quedado con una amiga en Halle (Saale) para asistir a la proyección pública de una película que formaba parte de un evento llamado Herbstsession en el campus de la escuela de arte local. Sobre las 15 horas, Klug salió de su apartamento de Leipzig y probablemente se dirigió a una estación de transporte público cercana. Se la vio por última vez en Südplatz y desde entonces no se sabe nada de ella.
Según un amigo, uno de sus profesores del instituto, intentó ponerse en contacto con Klug a través del servicio de mensajería instantánea Telegram tras su desaparición. Ella nunca respondió, pero dos semanas después la aplicación informó de que Klug había estado en línea poco antes, lo que implica que la propia Klug u otra persona había utilizado su teléfono en ese momento.
Antes de su desaparición, Klug había reservado un viaje en avión a Jordania, incluidos los billetes para el trayecto al aeropuerto. Sin embargo, ninguno de los billetes fue utilizado.

## Investigación

### Denuncia de desaparición y primeras reacciones
La policía fue informada de la desaparición de Klug ese mismo día y esa misma tarde recorrió los alrededores del apartamento con un perro detector. El perro condujo a la policía a Südplatz, donde terminó su rastro, lo que hizo suponer que había tomado el tranvía allí. Más tarde, se utilizó un helicóptero de la policía en la búsqueda.

### Intentos de reconstruir los últimos pasos de Klug

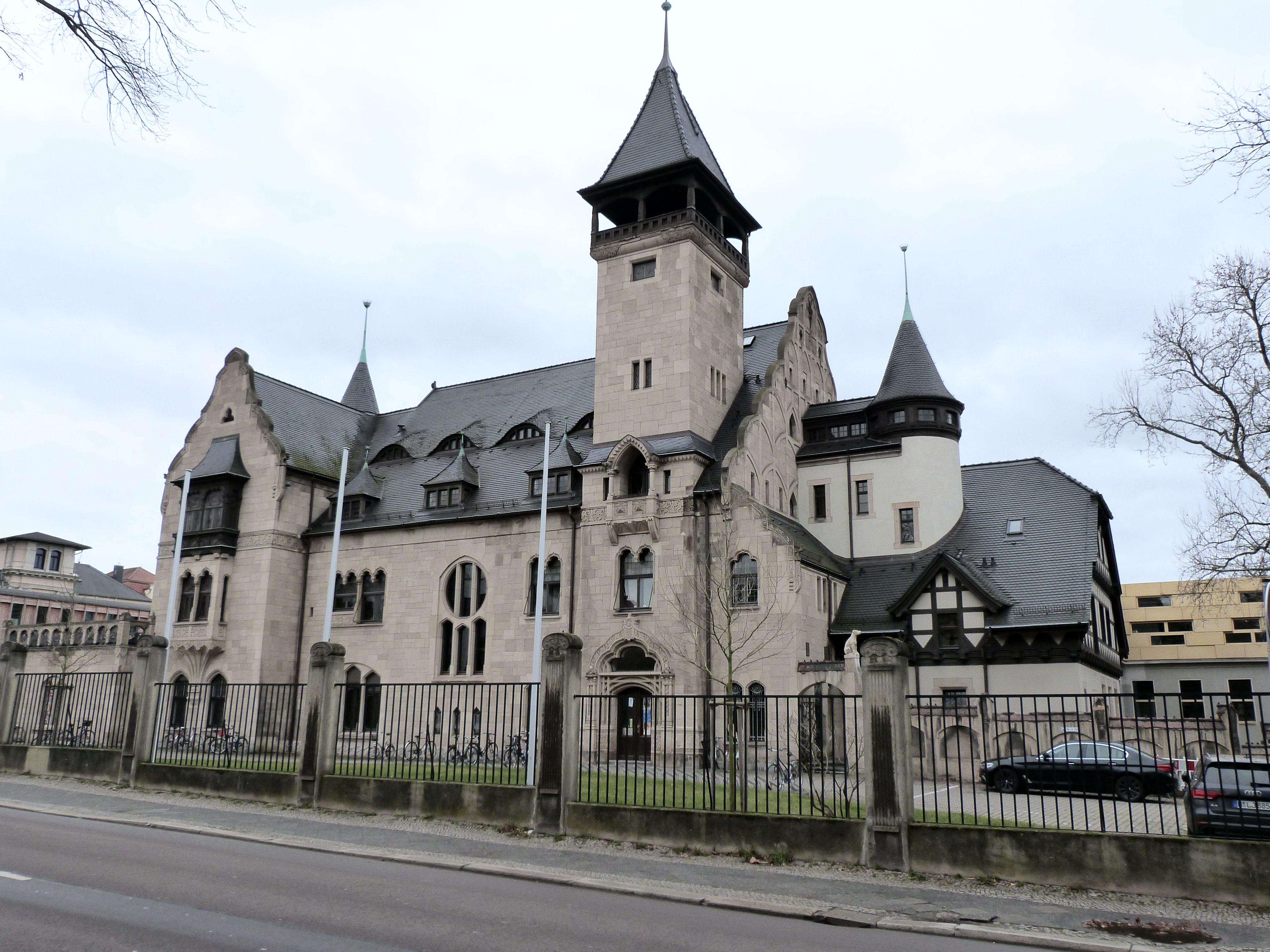
El campus Neuwerk de la Burg Giebichenstein Kunsthochschule, en Halle, donde Klug iba a quedar con sus amigos el 25 de septiembre.

Klug padecía una enfermedad no especificada que le provocaba desmayos esporádicos. Por ello, durante la investigación policial se barajó la teoría de que se había desmayado en un lugar donde no la encontrarían. Dado que los perros detectores pudieron registrar su olor en un autobús de Leipzig, en el IKEA de Günthersdorf y en el campus Neuwerk de la Burg Giebichenstein Kunsthochschule de Halle (donde se suponía que iba a encontrarse con su amiga más tarde ese mismo día), las investigaciones se centraron en un primer momento en un pozo de excavación del campus que fue sellado al día siguiente de su desaparición. 
En el sótano de uno de los edificios del campus, un perro detector emitió un ladrido que indicaba el olor a cadáver procedente de un aire acondicionado recién instalado que estaba conectado con el agujero de excavación. Sin embargo, una inspección del lugar no dio lugar a ningún hallazgo. La policía utilizó un radar de penetración en el suelo y perforó 33 agujeros que se comprobaron con tres perros detectores distintos. Unos tres meses después de su desaparición, unos buzos comprobaron el Mühlgraben, un brazo del río Saale que discurre cerca de Burg Giebichenstein, sin resultados.
La policía también llevó a cabo una amplia investigación en los alrededores de la tienda IKEA de Günthersdorf en la que colaboraron más de 60 voluntarios. Tres semanas después de su desaparición, buzos de la policía buscaron en el canal Saale Elster, cerca de la tienda IKEA, así como en un lago cercano. No se encontraron pruebas.
La información sobre los últimos pasos de Klug el día de su desaparición se limita a los informes de testigos, ya que las grabaciones de vídeo del transporte público de Leipzig se borran automáticamente transcurridas 24 horas y la policía no pudo conseguirlas a tiempo. Es probable que Klug cogiera la línea 131 de autobús desde Leipzig Westplatz hasta Günthersdorf IKEA. Sin embargo, según la policía, los vehículos de esa línea no están equipados con cámaras de vídeo. La policía obtuvo y analizó imágenes de IKEA, pero no fueron concluyentes en cuanto a si Klug llegó a la tienda. Sin embargo, un conductor de autobús de la ruta de Leipzig a IKEA cree haberla visto en el autobús.

### Otras teorías

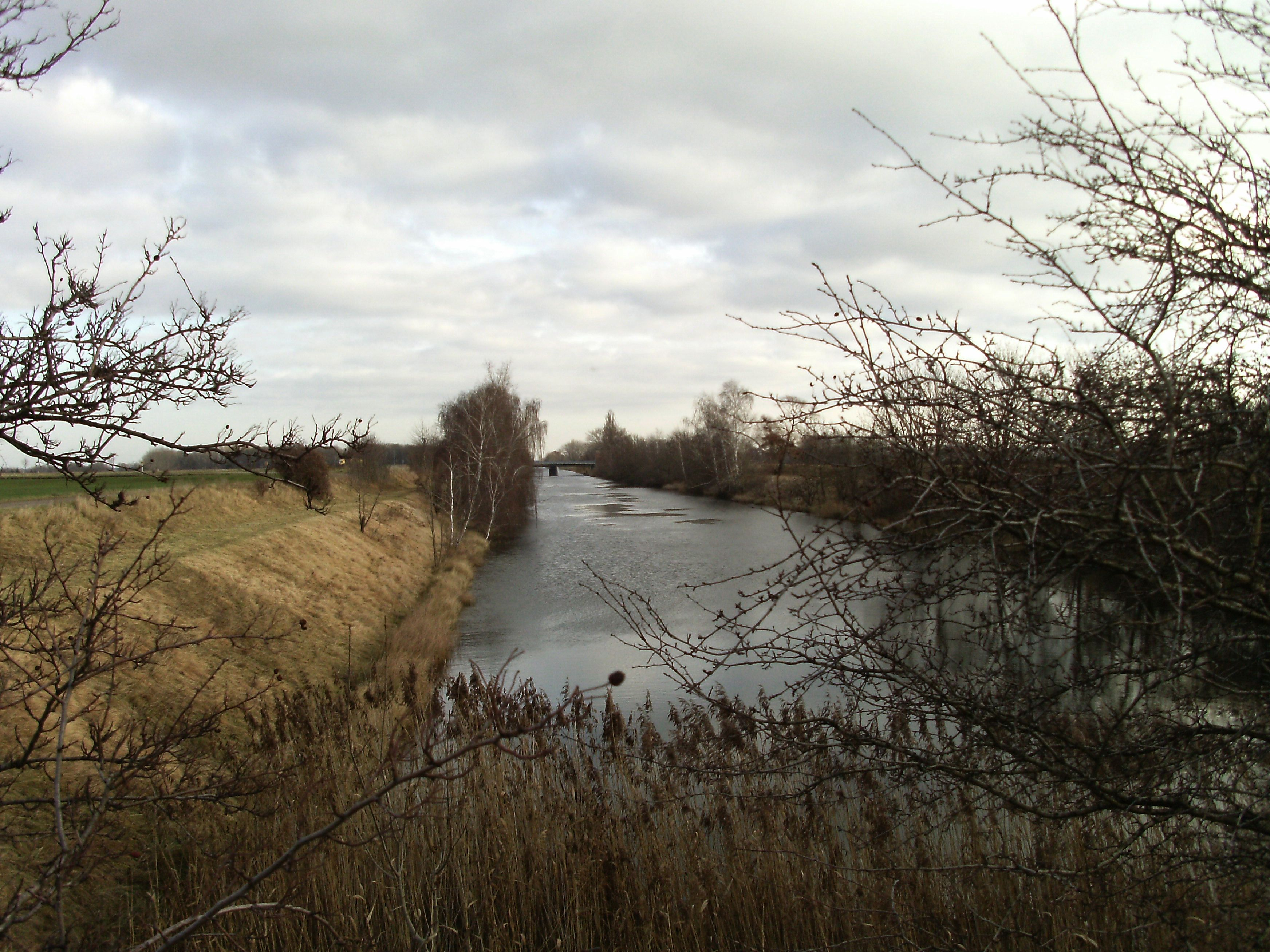
El canal Saale Elster cerca de IKEA en Günthersdorf.

Se ha barajado la posibilidad de que Klug desapareciera voluntariamente. Sin embargo, el hecho de que se dejara el pasaporte y las tarjetas bancarias en su casa hacía muy improbable esta opción. No se habían producido movimientos en la cuenta bancaria de Klug desde su desaparición. En aquel momento, Klug tenía unos 8 000 euros en su cuenta bancaria.
Las investigaciones sobre la posibilidad de que Klug haya sido víctima de un delito se han centrado en sus antecedentes en la Cienciología. La policía ha destacado el hecho de que Klug es familiar cercana de un alto ejecutivo de la Cienciología que abandonó la iglesia. La madre y la hermana de Klug también se encuentran actualmente en paradero desconocido, ya que la policía no pudo localizarlas tras su traslado a Sudáfrica. En febrero de 2023, un portavoz de la Cienciología confirmó, a petición de los medios de comunicación, que la organización cooperaba con las autoridades alemanas y había llevado a cabo una investigación interna internacional en relación con las pistas sobre el paradero de Klug.
Según su antiguo profesor, Klug había desaparecido en 2015 de un campamento de tiendas de campaña y reaparecido un día después, tras haber pasado la noche sola en el bosque. Describió a Klug como una persona de mentalidad independiente y extrovertida y sugirió que su desaparición era consecuencia de este rasgo.

### Reportaje televisivo e investigación ampliada
En julio de 2022, el caso apareció en el programa de televisión alemán Aktenzeichen XY... ungelöst que informa sobre casos criminales sin resolver. La policía está solicitando específicamente testigos que hayan visto a Klug en Burg Giebichenstein y fotos e imágenes del evento Herbstsession de 2019.
El 16 de octubre de 2022 la Policía publicó un informe sobre nuevos testigos que se presentaron tras la emisión del reportaje. Un testigo afirma haber visto a Klug el día de su desaparición sobre las 15 horas en la parada de tranvía Richard-Lehmann-Straße/Hochschule für Technik und Wirtschaft, a solo dos paradas de Südplatz, hablando con un hombre sobre una visita a IKEA. Desde allí, Klug tomó supuestamente el tranvía en dirección a Connewitz, un barrio cercano de Leipzig. Según otro testigo, un camionero, Klug caminó junto al canal Saale Elster en Günthersdorf, cerca de la tienda IKEA, y desde allí cruzó un puente en dirección a la carretera Bundesstraße 181.
En un aparcamiento situado entre el puente y la carretera principal podría haber subido a un coche con matrícula de Esslingen, lo que dio lugar a nuevas especulaciones en los medios de comunicación sobre el papel de la Cienciología en este caso, ya que la rama alemana de la Cienciología tiene uno de sus principales centros en la zona de Esslingen. Según la policía, el testimonio de otro testigo sugería una conexión con la sede europea de la Cienciología en Copenhague.
Aún no está claro si Klug llegó a Halle y concretamente a la Herbstsession. Sin embargo, solo una persona que asistió al evento en 2019 se ha presentado ante la policía.
En febrero de 2023, la familia de Klug ofreció una recompensa de 10 000 euros a cambio de pistas sobre el paradero de Klug.

### Descubrimiento de los restos de Klug

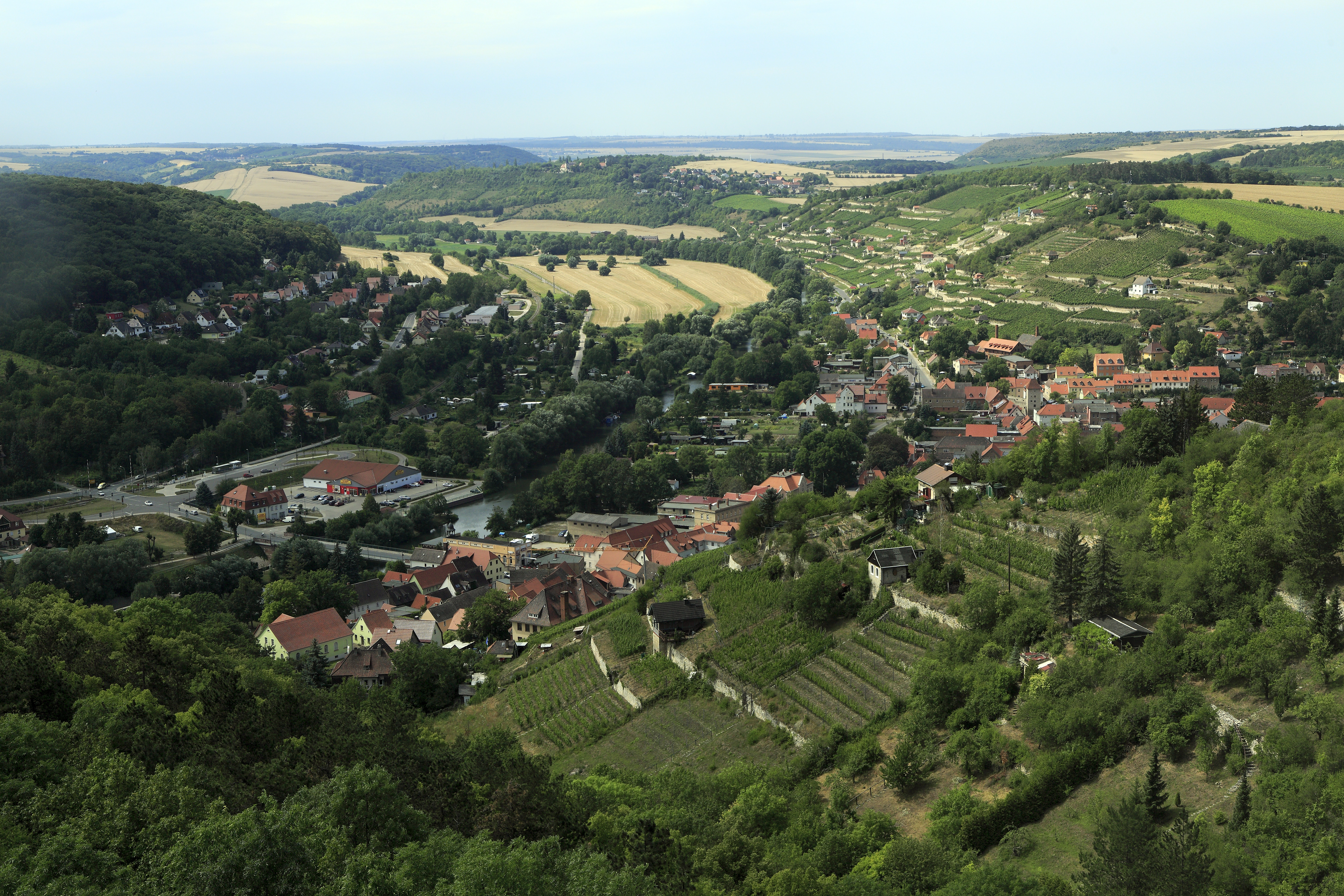
Zona boscosa a las afueras de Friburgo donde fueron encontrados los restos mortales de Klug.

El 25 de febrero de 2023 los restos de Klug fueron descubiertos por un peatón en Rödel, una zona boscosa cerca de Friburgo. Los análisis óseos confirmaron que los restos eran de Klug. Actualmente no hay pruebas de juego sucio. Sin embargo, la policía sigue investigando la causa de la muerte y un posible trasfondo criminal. Rödel es un patrimonio natural al que se puede acceder por varias rutas de senderismo. Las principales rutas están muy frecuentadas. Los restos de Klug se encontraron en un lugar remoto que impidió su descubrimiento durante más de tres años.

### Críticas a la investigación policial
El periodista alemán Peter Jamin, que ha seguido casos de personas desaparecidas durante más de 30 años, criticó la forma en que la policía alemana investigó éste y otros casos similares. Las sospechas de delito se investigaron con vacilación y se descuidaron las conexiones con otros casos. Jamin sugiere una conexión con el caso de Scarlett Salice, desaparecida en otra parte de Alemania en 2020.